# Алексеев, Дмитрий Вадимович
Дмитрий Вадимович Алексеев (28 февраля 1973, Ленинград — 19 июля 2025, Санкт-Петербург) — российский футболист, вратарь.

## Карьера
Воспитанник школы «Смена» Ленинград. В 1990 году дебютировал в ленинградском «Динамо», за которое выступал и в 1991—1992 годах. В 1993 году провёл один матч в высшей лиге в составе «Жемчужины» Сочи — 21 апреля в гостевом матче против «Текстильщика» вышел после перерыва, пропустил один гол. В 1994 году также сыграл один матч в высшей лиге — 31 августа в матче против «Жемчужины» в составе нижегородского «Локомотива». Следующие два сезона провёл в первой лиге в составе «Торпедо» Арзамас. В 1997—1999 был в составе «Уралана». 11 сентября 1999, после матча 23-го тура высшего дивизиона «Уралан» — «Жемчужина» (1:1) руководители элистинского клуба обвинили Алексеева и полузащитника Дмитрия Иванова в неоднократной сдаче игр. Футболисты немедленно покинули клуб и подали заявления в КДК РФС с просьбой досрочно расторгнуть контракты. КДК объявил Алексеева и Иванова свободными агентами, но дисквалифицировал их на год. В январе 2000 года бюро КДК сократило срок дисквалификации, определив 18 января как дату её окончания.
Впоследствии Алексеев выступал за различные клубы первого и второго дивизионов: «Шинник» (2000), «Рубин» (2001), «Краснознаменск» (2002), «Луч-Энергия» (2003), «Динамо» Брянск (2004—2005, 2007), «Звезда» Серпухов (2006), «СКА-Энергия» (2006), «Металлург» Липецк (2008—2009).
В 2007 году в составе брянского «Динамо» стал полуфиналистом Кубка России.
Скончался 19 июля 2025 года в Санкт-Петербурге на 53-м году жизни после продолжительной болезни.